# Mull of Kintyre

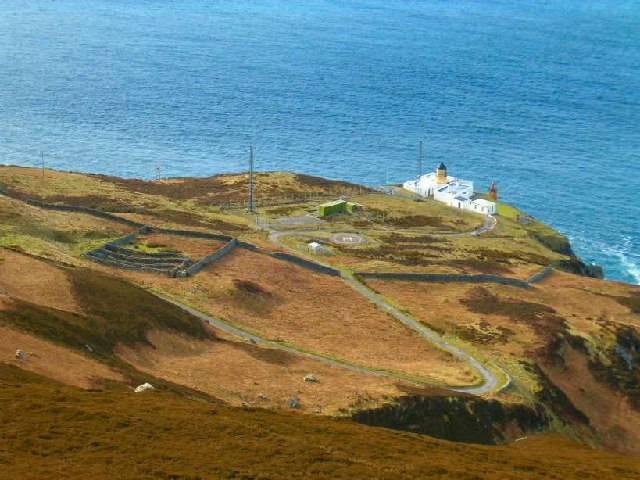
Latarnia Mull of Kintyre

Mull of Kintyre – południowo-zachodnia część długiego półwyspu Kintyre na zachodnim wybrzeżu Szkocji, około 10 mil od miasta Campbeltown. Nazwa to anglicyzacja goidelskiego Maol Chinn Tìre. Sam termin mull pochodzi z gaelickiego i oznacza: łysy, nagi, goły.
Miejsce to znane jest z historycznej latarni morskej oraz z wydanego w 1977 utworu zespołu Wings, którego lider, Paul McCartney, jest rezydentem Kintyre.
W okolicy Mull of Kintyre doszło do wielu wypadków lotniczych, z których najbardziej tragiczny wydarzył się 2 czerwca 1994 roku. Na zboczach góry Beinn na Lice rozbił się śmigłowiec wojskowy Chinook HC.2 (ZD576), w którym zginęło 4 członków załogi i 25 pasażerów (w większości oficerów wywiadu).